# Abaga jezik
Abaga jezik (ISO 639-3: abg), gotovo nestali jezik Abaga Papuanaca u distriktu Goroka u provinciji Eastern Highlands, Papua Nova Gvineja.
Jezik pripada istoimenoj podskupini, čiji je jedini član, široj skupini finisterre, transnovogvinejska porodica. U novije vrijeme govori ga tek pet osoba (1994 SIL) od 1 200 etničkih, kolika im je bila populacija (1975 SIL). Članovi etničke grupe služe se i jezicima Kamano ili Benabena.

## Vanjske poveznice
- Ethnologue (14th)
- Ethnologue (15th)